# Poudenas
Poudenas is een gemeente in het Franse departement Lot-et-Garonne (regio Nouvelle-Aquitaine) en telt 253 inwoners (2005). De plaats maakt deel uit van het arrondissement Nérac.

## Geografie
De oppervlakte van Poudenas bedraagt 17,1 km², de bevolkingsdichtheid is 14,8 inwoners per km².
De onderstaande kaart toont de ligging van Poudenas met de belangrijkste infrastructuur en aangrenzende gemeenten.

## Demografie
Onderstaande figuur toont het verloop van het inwonertal (bron: INSEE-tellingen).